# Ontmoetingskerk (Delft)
De Ontmoetingskerk is een vroegere gereformeerde kerk in de stad Delft, in de Nederlandse provincie Zuid-Holland. 

## Geschiedenis
Het kerkgebouw aan de Cornelis de Wittstraat werd in 1983 gebouwd, ter vervanging van de grotere Westerkerk die aan de Hugo de Grootstraat had gestaan en in 1981 gesloopt werd. Het ontwerp voor de nieuwe kerk was van J.E. Barth. 
In 2007 fuseerde de kerk met de wijkgemeente van de Hofkerk. 
In 2011 is de kerk aan de eredienst onttrokken.